# Olga de Rússia (reina de Grècia)
Olga Constantinova Romanov (Pavlovsk-Sant Petersburg 1851 - Roma 1926) Reina de Grècia (1867-1913). Gran duquessa de Rússia filla del gran duc Constantí de Rússia, segon fill del tsar Nicolau I de Rússia, i de la princesa Alexandra de Saxònia-Altenburg. La branca imperial dels Constantinovitch era una de les més cultes i brillants a la cort dels tsars, malgrat aquest fet, és coneguda l'aversió que la jove Gran duquessa sentia vers la democràcia: «Je préfere etre gouvernée par un lion bien né que par cent rats de mon espèce». (Prefereixo ser governada per un lleó ben nascut que per cent rates de la meva espècie).
Es maridà l'any 1867 a Sant Petersburg amb el príncep danès Guillem, que ja feia quatre anys que havia assumit el tron de Grècia amb el nom de Jordi I de Grècia. Tingueren set fills que arribaren a edat adulta: 
- El rei Constantí I de Grècia nascut a Atenes el 1868 i mort a Palerm el 1923. Es casa amb la princesa Sofia de Prússia
- El príncep Jordi de Grècia nat el 1869 a Atenes i mort el 1957 a París. Es casa amb la princesa Maria Bonaparte.
- La princesa Alexandra de Grècia nascuda el 1870 a Atenes i morta el 1891 a Rússia. Casada amb el gran duc Pau de Rússia.
- El príncep Nicolau de Grècia nat el 1872 i mort el 1938 a Atenes. Es casa amb la gran duquessa Helena de Rússia.
- La princesa Maria de Grècia nascuda el 1876 a Atenes i morta el 1940. Es casà amb el gran duc Jordi de Rússia i en segones núpcies amb l'almirall Pericles Ioannides.
- El príncep Andreu de Grècia nat a Atenes el 1882 i mort el 1945 a Cannes. Es casà amb la princesa Alícia de Battenberg
- El príncep Cristòfor de Grècia nat el 1888 i mort el 1940 a Atenes. Es casà amb Nancy Stewart i amb la princesa Francesca d'Orleans.

Olga de Rússia s'entregà a l'arqueologia i a l'ajuda a les persones amb dificultats econòmiques. Tingué junt amb el seu marit el regnat més llarg i més estable de la monarquia hel·lènica que acabà amb l'assassinat del rei Jordi I de Grècia a Salònica l'any 1913. Olga es retirà a Rússia de la qual hagué de fugir amb un passaport danès durant la revolució (1917). S'instal·là a Suïssa, Londres, París i finalment a Roma amb el seu fill Cristòfol on morí el 1926. No arribà a veure la restauració de la monarquia de 1935.